# Bothrops marajoensis
Bothrops marajoensis é uma espécie de serpente da família Viperidae. Endêmica do Brasil, é encontrada nas savanas da ilha de Marajó e possivelmente nas planícies costeiras do delta do Amazonas, no estado do Pará.